# Ridge (Dorset)
Ridge ist ein kleines Dorf, innerhalb des Civil parishs Arne, auf der Halbinsel Isle of Purbeck in der Grafschaft Dorset im Süden von England.
Ridge liegt etwa 1 Kilometer südöstlich von Wareham und circa 4 Kilometer westlich von Arne. Es liegt am südlichen Ufer des Flusses Frome.
Eine Anlegestelle am Frome-Flussufer bei Ridge war einst ein wichtiger Umschlagplatz für Purbeck Ball Clay. Der Ton wurde auf der Werft von der Furzebrook Schmalspurbahn gebracht und auf Binnenschiffe geladen für die Fahrt nach Poole Harbour. Die Bahn ist jetzt aufgegeben und die Werft hat sich zu einem Yachthafen umgestaltet.